# Jaco (película)
Jaco es un documental estadounidense de 2014 que retrata la vida y la muerte del músico de jazz Jaco Pastorius. La película fue dirigida por Paul Marchand y Stephen Kijak y producida por Robert Trujillo de Metallica y John Battsek de Passion Pictures.
Incluye entrevistas con artistas como Herbie Hancock, Wayne Shorter, Sting, Joni Mitchell, Carlos Santana, Jerry Jemmott, Jonas Hellborg, Bootsy Collins, Geddy Lee y Flea.

## Recepción
The New York Times lo calificó como un «nuevo documental esclarecedor y compasivo» y Decider lo definió como «un documental atractivo e interesante». El bajista Billy Sheehan, quien tuvo la oportunidad de compartir escenario con Pastorius, consideró que se trata de un filme «maravilloso» que funciona como «un gran tributo a Jaco».